# Waitress (film)
Waitress is een Amerikaanse komische dramafilm die in 2007 in première ging op het Sundance Film Festival. De film werd geschreven en geregisseerd door Adrienne Shelly. Zij maakte de première echter zelf niet meer mee, omdat ze een half jaar daarvoor werd vermoord door Diego Pillco, toen ze hem betrapte terwijl hij spullen uit haar woning stal.

## Verhaal
Jenna Hunterson (Keri Russell) is een serveerster met een gave voor het bedenken en maken van taarten en quiches, wat ze leerde van haar moeder. Ze leeft haar passie uit in het cafetaria waar ze werkt met medeserveersters en vriendinnen Becky (Cheryl Hines) en Dawn (Adrienne Shelly). Dat kan ook nergens anders, want ze zit gevangen in een van haar kant ongelukkig huwelijk met de jaloerse, egoïstische en egocentrische Earl Hunterson (Jeremy Sisto). Wat hem betreft heeft Hunterson maar om één ding om zich mee bezig te houden en dat is met zorgen dat het hem naar de zin wordt gemaakt. Dat wordt haar nogmaals op pijnlijke wijze bevestigd wanneer ze tegen zijn verbod in stiekem aan een taartenwedstrijd wil deelnemen en hij haar hardhandig terughaalt.
Jenna's hoop om in het geheim wat te sparen en vervolgens Hunterson te verlaten, wordt helemaal klein wanneer ze zwanger van hem blijkt te zijn. Ondanks dat ze seks met hem tot een minimum beperkt, heeft hij haar bezwangerd toen hij haar een maand daarvoor dronken voerde. Om zekerheid te krijgen of de uitslag van de zwangerschapstest klopt, bezoekt Jenna de huisarts. Haar vaste dokter Lily Mueller (Sarah Hunley) blijkt echter afwezig. Deze is half aan haar pensioen begonnen en daarom minder gaan werken. Haar plaatsvervanger is de Jenna totaal onbekende Dr. Pomatter (Nathan Fillion), die ze in eerste instantie maar een rare vindt met vreemde omgangsvormen. In een mum van tijd worden de twee niettemin stapelverliefd op elkaar en grijpen ze elke gelegenheid aan hun liefde te consummeren.
De eindelijk gelukkige Jenna is niettemin nog altijd getrouwd met en zwanger van Hunterson. Hoewel hij blij is met de aankomende baby drukt hij haar alvast op het hart dat hij op de eerste plaats dient te blijven komen voor haar. Hij lijkt daarbij totaal blind voor zijn eigen egoïsme. Dr. Pomatter schijnt een totaal andere man met volop aandacht voor wat zij wil en te zeggen heeft, maar is niettemin eveneens getrouwd met Francine (Darby Stanchfield). Jenna heeft daarom ernstige twijfels over wat te doen. De humeurige café-eigenaar Old Joe (Andy Griffith) ziet het met lede ogen aan en wil haar met raad en daad bijstaan, maar ondertussen niet verraden aan de buitenwereld dat hij wellicht zo'n kwade nog niet is.

## Rolverdeling
| Acteur          | Personage        |
| --------------- | ---------------- |
| Keri Russell    | Jenna Hunterson  |
| Nathan Fillion  | Dr. Jim Pomatter |
| Cheryl Hines    | Becky            |
| Adrienne Shelly | Dawn             |
| Jeremy Sisto    | Earl Hunterson   |
| Andy Griffith   | Joe              |
| Eddie Jemison   | Ogie             |
| Lew Temple      | Cal              |